# Ngerulluang
Ngerulluang (auch: Gururoan, Nguruleang, Nguruloang Island) ist eine unbewohnte Insel von Palau.

## Geographie
Ngerulluang ist eine kleine Insel vor der Westküste der Ngarchelong-Halbinsel im Norden der Inselgruppe. Sie liegt unweit des Mengellang Dock vor dem Hauptort Ngarchelong.